# 이남규 (신학자)
이남규(1969년 2월 1일~)는 대한민국의 신학자이자 목회자이다.
합동신학대학원대학교에서 조직신학 교수이다. 개혁파 조직신학자로서 독일 팔츠지역의 하이델베르크 신학에 대한 전문가로 평가받는다. 합신 도르트신경 400주년 프로젝트 디렉터이며,
 한국복음주의조직신학회 임원이다. 네덜란드 아펠도른 신학교의 유명한 칼뱅학자 헤르만 J. 셀더하위스 교수의 제자이다.

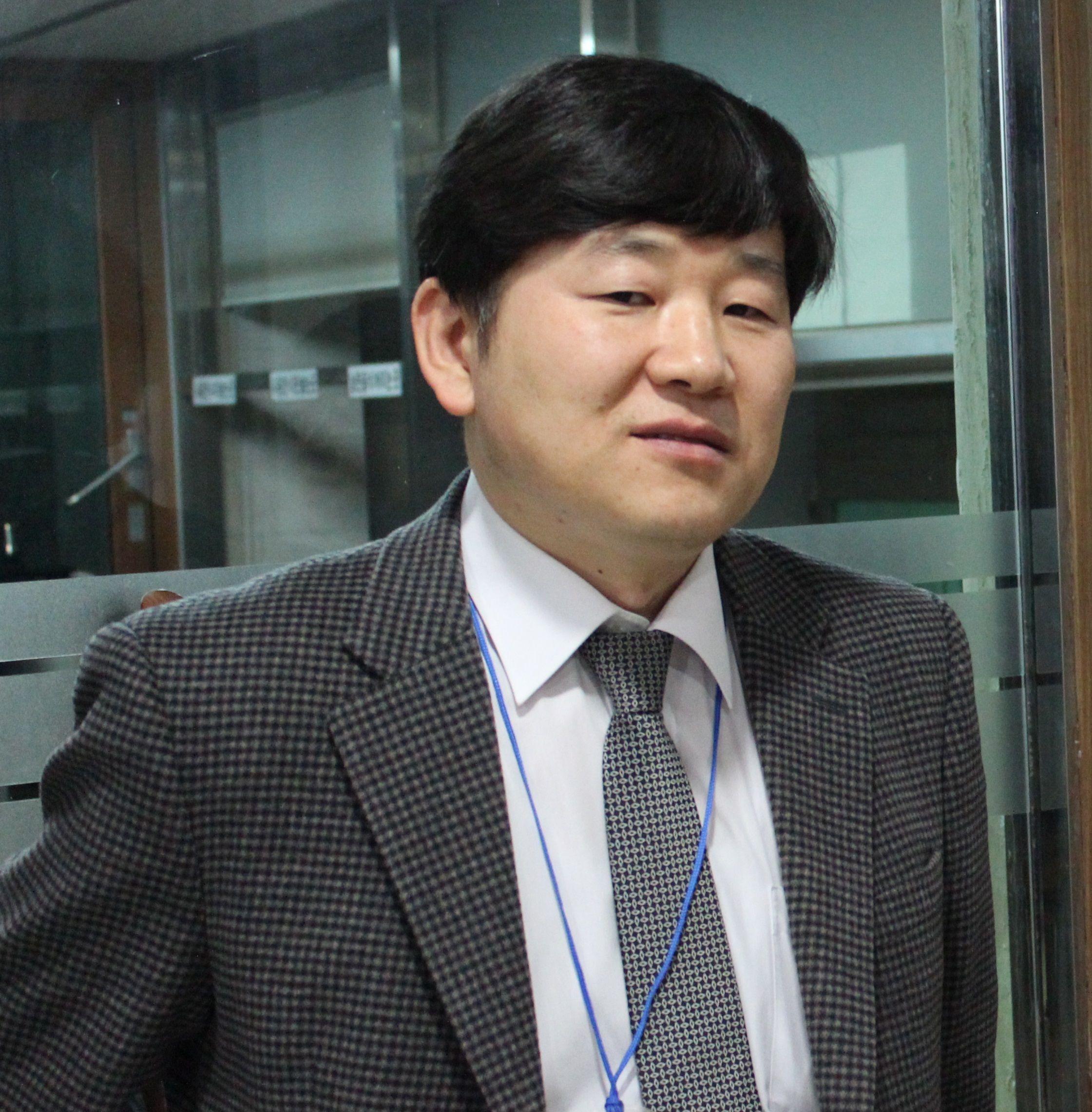
이남규 박사, 신반포중앙교회. 2013-03-09

## 학력
- 한양대학교 전자공학과(B.S. ERICA)
- 합동신학대학원대학교(M.Div.)
- 안양대학교 신학대학원(Th.M.)
- 아펠도론 신학교(Theologische Universiteit Apeldoorn, Dr.theol.)

## 경력
- 현 합신 도르트신경 400주년 프로젝트 디렉터
- 현 한국복음주의조직신학회 회계
- 현산교회 (협동목사)
- [前]서울성경신학대학원 (2010-2014)
- [前]독일 뮌스터 복음교회(목회:2006-2009)

## 학위논문
- Die Prädestinationslehre der Universität Heidelberg von 1583 bis 1622(Dr.theol. diss.)

## 저서
- Die Prädestinationslehre der Heidelberger Theologen 1583-1622, Reformed Historical Theology-Band 10, (Göttingen: Vandenhoeck & Ruprecht),
- 『우르시누스, 올레비아누스 - 하이델베르크 요리문답서의 두 거장』(익투스),
- 『 언약은 하나님과 사귐이다』(합신학대학원출판부),
- 『 개혁교회 신조학』(합신학대학원출판부)

### 공저
- 『칼빈과 종교개혁가들』(개혁주의학술원, 2012),
- 『칼빈시대 유럽대륙의 종교개혁가들』(개혁주의학술원, 2014),
- 『종교개혁과 우리』(합신대학원출판부)

### 편저
- 『도르트신경 은혜의 신학 그리고 목회』(합신대학원출판부)

### 공역
- 『스위스종교개혁: 쯔빙글리, 베르밀리, 불링거』(합신대학원출판부),
- 『비텐베르크에서 도르트까지』(합신대학원출판부)

## 논문
- 우르시누스의 『대요리문답서』에 나타난 언약신학(2020)
- 성도의 견인에 관한 도르트 총대들의 판단(2019)
- The Controversy on the Extent of the Atonement in the Latter Half of the 16th Century(2018); “구원없는 구원자”(Servator sine salute)(2018)
- 종교개혁과 성경 (2017)
- The Coinage and Development of the Term ‘Calvinism’(2015)
- 팔츠(하이델베르크) 교회와 신앙교육 (2014)
- 예정인가 후정인가? 항론파 제1항에 대한 도르트회의 총대들의 논의와 결정(2014)
- 헤르만 바빙크의 타락전/후 선택설의 이해(2013)
- 에라스투스주의의 등장으로서 하이델베르크 권징논쟁(2013)
- 하이델베르크의 성만찬론: 팔츠의 종교개혁(1556)부터 하이델베르크 요리문답(1536)까지(2012)
- 칼빈, 우르시누스, 올레비아누스:초기 개혁주의 언약론의 발전(2012)
- 위로와 확신의 근거-하나님의 예정:16세기말 하이델베르크 신학자들과 도르트신조의 예정론을 중심으로(2011) 외 다수

## 같이 보기
- 합동신학대학원대학교
- 한국복음주의신학회
- 한국복음주의조직신학회
- 한국장로교신학회
- 한국개혁신학회
- 종교개혁500주년기념일
- 요한칼빈탄생500주년기념사업회
- 한국의 신학자 목록
- 박윤선